# Black Hole Sun
Singles de Soundgarden
The Day I Tried to Live
(1994) My Wave
(1994)
Ne doit pas être confondu avec Black Sun.
Black Hole Sun est une chanson du groupe de rock américain Soundgarden. C'est la septième piste de l'album Superunknown, paru en 1994. Son single fut vendu à plus de 3 millions d'exemplaires la même année. Encore souvent diffusée à la radio, elle est certainement la chanson la plus reconnaissable et la plus connue du groupe, et figure parmi les plus grands tubes rock des années 1990. En 1995, elle remporta le Grammy Award de la meilleure prestation hard rock. Après les attaques du 11 septembre 2001, Clear Channel ajouta la chanson dans la liste des chansons inappropriées pour la diffusion à la radio.

## Origine et enregistrement
Black Hole Sun fut écrite en un quart d'heure par le chanteur Chris Cornell. Il a utilisé une guitare Gretsch pour écrire la chanson, et commenta: « J'ai écrit cette chanson en pensant que le groupe n'en voudrait pas… elle est devenue le plus grand succès de l'été. » Cornell a eu l'idée de la chanson alors qu'il jouait sur une cabine Leslie. Le guitariste Kim Thayil a déclaré que la Leslie était parfaite pour la chanson étant donné qu'« elle est très beatlesque et dispose d'un son distinctif. L'usage de cette cabine a fini par changer le morceau complètement ». La chanson fut jouée en accordage drop D. Le batteur Matt Cameron a qualifié la chanson comme « un grand écart ».

## Clip vidéo
Le clip vidéo surréaliste et apocalyptique a été réalisé par Howard Greenhalgh, produit par Megan Hollister pour Why Not Films (Londres), et par Ivan Bartos aux 525 Post-production (Hollywood) et 601 Effets Soho (Londres). La vidéo a été publiée en juin 1994. Après plusieurs semaines d'antenne sur MTV, une deuxième version de la vidéo a été réalisée, contenant des effets visuels plus élaborés que l'original. Le guitariste Kim Thayil a déclaré que c'était l'un des rares clips dont le groupe soit satisfait. Le clip de Black Hole Sun reçut le prix de la meilleure vidéo metal/hard rock aux MTV Video Music Awards de 1994 et le Prix Clio de la meilleure vidéo de musique alternative en 1995. 

## Classements hebdomadaires
| Classement             | Durée du classement | Position | Date              |
| ---------------------- | ------------------- | -------- | ----------------- |
| Mainstream Rock Tracks | 26 semaines         | 1er      | 16 juillet 1994   |
| Alternative Songs      | 25 semaines         | 2e       | 2 juillet 1994    |
| Radio Songs            | 23 semaines         | 24e      | 17 septembre 1994 |
| Single Top 100         | 13 semaines         | 26e      | 3 octobre 1994    |
| ARIA Charts            | 16 semaines         | 6e       | 21 août 1994      |
| (V) Ultratop           | 2 semaines          | 37e      | 24 septembre 1994 |
| RPM Top Singles        | 21 semaines         | 5e       | 29 août 1994      |
| Single Top 100         | 10 semaines         | 10e      | 22 octobre 1994   |
| IRMA                   | 7 semaines          | 9e       | 25 août 1994      |
| RMNZ Singles Top40     | 12 semaines         | 22e      | 11 septembre 1994 |
| Mega Top 50            | 13 semaines         | 25e      | 12 novembre 1994  |
| UK Singles Chart       | 5 semaines          | 12e      | 21 août 1994      |
| Sverigetopplistan      | 14 semaines         | 19e      | 23 septembre 1994 |

## Certifications
| Pays                 | Certification | Date       | Unités certifiées |
| -------------------- | ------------- | ---------- | ----------------- |
| Australie (ARIA)     | Or            | 2017       | 35 000            |
| Danemark (IFPI)      | Or            | 07/2023    | 45 000            |
| Espagne (Promusicae) | Or            | 03/2024    | 30 000            |
| Italie (FIMI)        | Or            | 12/2018    | 25 000            |
| Royaume-Uni (BPI)    | Platine       | 24/05/2024 | 600 000           |

## Distinction
- Grammy Awards 1995 : Grammy Award de la meilleure prestation hard rock pour Black Hole Sun[25],[26]